# Катастрофа Іл-76 в Алжирі (2018)
Катастрофа Іл-76 в Алжирі — авіаційна катастрофа військового літака Іл-76 ВПС Алжиру 11 квітня 2018 року неподалік столиці Алжиру, міста Алжир. За оцінками на день катастрофи загинули від 257 осіб.

## Обставини катастрофи

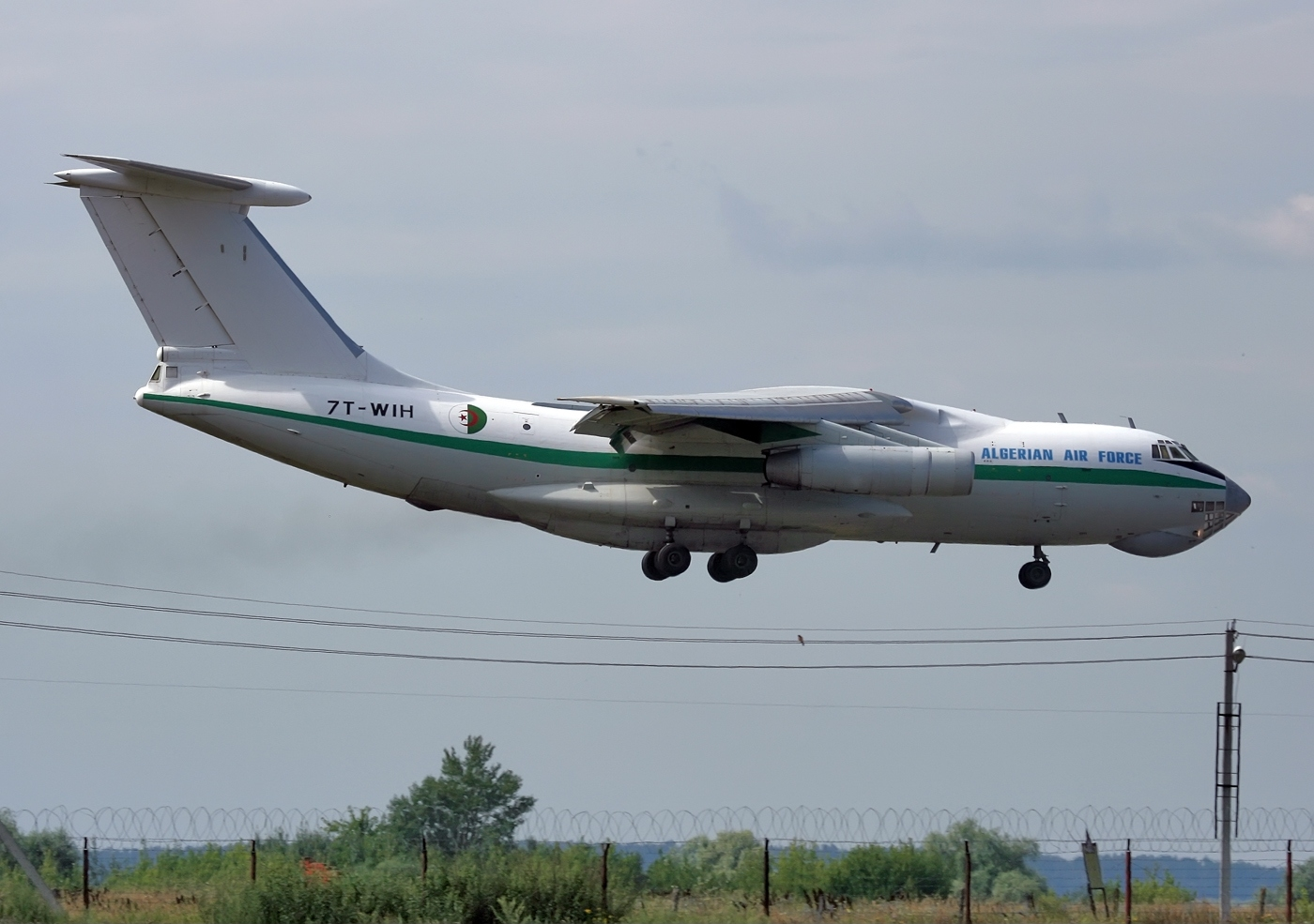
Літак, подібний тому, що зазнав катастрофи

Іл-76 впав на початку 8-ї години ранку (за місцевим часом) невдовзі після зльоту з авіабази міста Буфарік на околицях міста Алжир. Літак з військовими та обладнанням прямував до військового летовища міста Бешар на заході Алжиру.
Під час зльоту на висоті близько 50 метрів сталося загоряння правого крила літака. Екіпаж спробував повернутися на аеродром і здійснити екстрену посадку. Однак, літак впав в районі сільськогосподарського угіддя і при зіткненні з землею практично повністю зруйнувався.

## Літак
Літак був випущений Ташкентським авіаційним виробничим об'єднанням імені Чкалова 11 грудня 1994 року з серійним номером 91-09 та заводським номером 1043419636.
У вересні 2003 року проходив капітально-відновлювальний ремонт на 123-му авіаремонтному заводі (м. Стара Русса, Росія). На той час мав 2110 годин нальоту і 1494 циклів зліт-посадка.
З листопада 2014 по вересень 2015 року проходив капітально-відновлювальний ремонт у м. Жуковський (Росія).